# Alfonso Niehues
Alfonso Niehues né à São Ludgero dans l'état de Santa Catarina au Brésil le 23 août 1914 et mort à Brusque dans le même état le 30 septembre 1993, est un prélat catholique, Archevêque de Florianópolis de 1967 à 1991.